# Mezná (Tábori járás)
Mezná település Csehországban, a Tábori járásban. Mezná Přehořov, Tučapy, Třebějice, Dírná és Katov településekkel határos. Lakosainak száma 117 fő (2024. január 1.).

## Népesség
A település lakosságának változását az alábbi diagram mutatja:
| Lakosok száma | 264  | 241  | 237  | 200  | 156  | 108  | 90   | 99   | 104  | 117  |
|               | 1869 | 1890 | 1921 | 1950 | 1980 | 2001 | 2017 | 2019 | 2022 | 2024 |